# Nekojiru-sō
Nekojiru-sō (ねこぢる草?), anche noto con il titolo inglese Cat Soup, è un cortometraggio d'animazione giapponese sperimentale del 2001, diretto da Tatsuo Satō, ispirato al manga Nekojiru Gekijō. Il film racconta la storia Nyatta, un gattino antropomorfo, e del suo viaggio verso la terra dei morti nel tentativo di salvare l'anima di sua sorella. L'anime è stato distribuito solo per il mercato home video in Giappone il 21 febbraio 2001 e in Nord America il 9 settembre 2003.